# Bernd Drücke

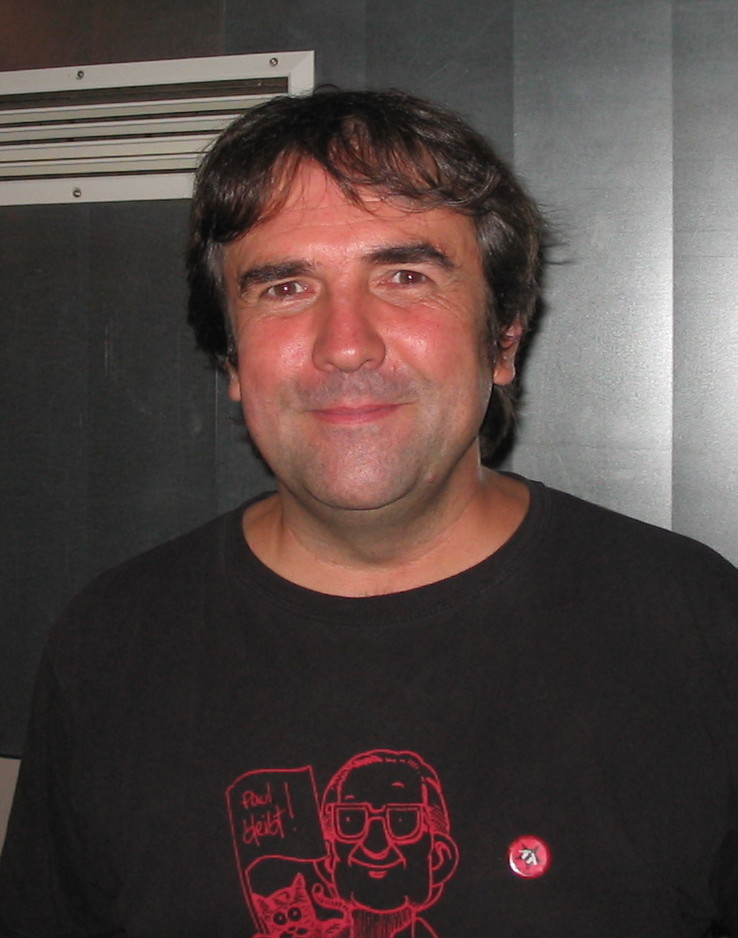
Bernd Drücke 2012

Bernd Drücke (* 24. Dezember 1965 in Unna) ist ein deutscher Soziologe. Er ist als Koordinationsredakteur der anarchopazifistischen Zeitschrift Graswurzelrevolution tätig.

## Leben
Anfang der 1980er Jahre begann Drücke an Demonstrationen unter anderem der Friedensbewegung teilzunehmen. Er engagierte sich als Schüler in „Dritte Welt“-, Theater- und Friedensgruppen, sowie als Jahrgangsstufensprecher, Schülervertreter und Schülerzeitungsredakteur. Nachdem er 1986 das Abitur am Geschwister-Scholl-Gymnasium Unna abgelegt hatte, zog er nach Münster und studierte dort Soziologie, Politikwissenschaft und Pädagogik. Er wurde auf die Zeitschrift Graswurzelrevolution aufmerksam und las sie regelmäßig. Er war Produzent und Mitherausgeber verschiedener Alternativzeitschriften und des Atomkraft-Nein!-Kalenders, Fachschaftsmitglied, von 1989 bis 1992 aktiv in der Anti-Atomkraft-Initiative WigA (Widerstand gegen Atomanlagen), 1992 Mitgründer eines Infoladens, 1995 Gründer einer Initiative für eine Freie Kinderschule in Münster, 2004 Mitgründer des Münsteraner Umweltzentrum-Archiv e. V. und mehrere Jahre Vorsitzender des Vereins zur Erhaltung preiswerten Wohnraums e. V. (VzEpW Münster).

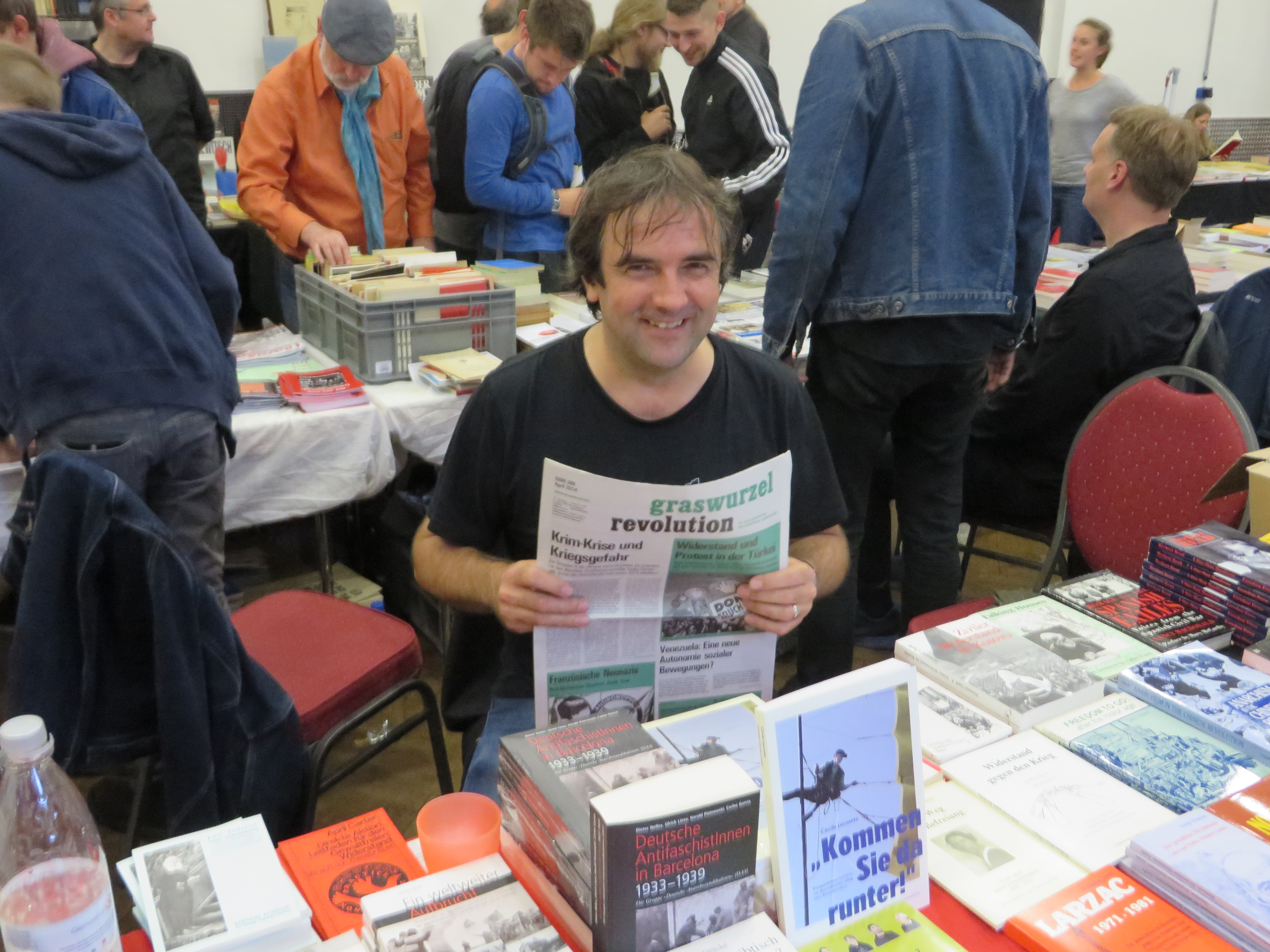
Bernd Drücke auf der Libertären Medienmesse (LiMesse) 2014

Mit einer Dissertation über „Libertäre Presse in Ost- und Westdeutschland“ promovierte Drücke 1998 bei Christian Sigrist an der Westfälischen Wilhelms-Universität summa cum laude zum Dr. phil. Drücke war bis 2003 Lehrbeauftragter an der Uni Münster. Seit November 1998 ist er für die Graswurzelrevolution verantwortlich im Sinne des Presserechts. 2007 war er als Mitglied des Umweltzentrum-Archiv-Vereins gemeinsam mit der Künstlerin Silke Wagner Realisator des Projekts Münsters Geschichte von unten im Rahmen der „Skulptur.Projekte Münster 07“. Als Sprecher des „Freundeskreis Paul Wulf“ setzte er sich ab 2007 erfolgreich unter anderem für den Erhalt der von Silke Wagner und ihm entwickelten Paul Wulf-Skulptur und für die Umbenennung des nach einem NS-Arzt benannten Jöttenwegs in Paul-Wulf-Weg ein. Seit 2013 erinnert ein zuvor ebenfalls von Drücke beantragtes Schild am Paul-Wulf-Weg sowohl an den NS-Eugeniker Karl Wilhelm Jötten als auch an den 1938 von den Nazis zwangssterilisierten Anarchisten Paul Wulf. Zusammen mit Winfried Bettner von der Filmwerkstatt Münster und der Künstlerin Isabel Lipthay nominierte Bernd Drücke 2012 den Filmemacher Peter Lilienthal für die Carl-von-Ossietzky-Medaille und moderierte die Medaillenverleihung in Berlin. Er ist als Autor und freiberuflicher Journalist tätig. Bernd Drücke hat zwei Kinder, lebt seit 1991 mit seiner Lebensgefährtin und 60 Menschen in dem alternativen, selbstverwalteten Wohnprojekt Breul-Tibusstraße in Münster und arbeitete dort beim „Umweltzentrum Archiv“.
Von Januar 2021 bis Ende 2022 war er als wissenschaftlicher Leiter beim Archiv für alternatives Schrifttum in Duisburg tätig. Seit Anfang 2023 arbeitet er wieder als Koordinationsredakteur der Graswurzelrevolution.

## Denken
Drücke bezog sich früh auf Martin Luther King, Henry David Thoreau, Kurt Tucholsky, Theodor W. Adorno, Max Horkheimer, Gernot Jochheim und den libertären Antimilitaristen Ernst Friedrich. Drücke lehnt Gewalt gegen Personen, auch als indirekte Folge von Sabotageaktionen, strikt ab.
Er stimmt mit der ursprünglichen Richtung der Zeitschrift überein, deren Intention er mit der Äußerung beschreibt, „dass der Anarchismus gewaltfrei und die gewaltfreie Bewegung anarchistisch werden sollte. Die Zeitung war damals wie heute auch ein Sprachrohr antimilitaristischer Bewegungen und totaler Kriegsdienstverweigerer, die den Kriegsdienst, den Zivildienst und alle anderen Zwangsdienste ablehnen.“ Drückes Anliegen ist es, an libertäre Theoretiker zu erinnern.

## Publikationen

### Als Autor
- Zwischen Schreibtisch und Straßenschlacht? Anarchismus und libertäre Presse in Ost- und Westdeutschland. Klemm und Oelschläger, Ulm 1998, ISBN 3-932577-05-1.
- Serxwebun! Gesellschaft, Kultur und Geschichte Kurdistans. Edition Blackbox, Bielefeld 1998, DNB 1044346825.

### Als Herausgeber
- mit Thomas Oelschläger, Kerstin Enning: Ahaus. Das Buch zum Castor. Klemm und Oelschläger, Ulm 2000, ISBN 3-932577-16-7.
- mit Luz Kerkeling und Martin Baxmeyer: Abel Paz und die Spanische Revolution. Verlag Edition AV, Frankfurt am Main 2004, ISBN 3-936049-33-5.
- Ja! Anarchismus! Gelebte Utopie im 21. Jahrhundert. 20 Interviews und Gespräche. Karin Kramer, Berlin 2006, ISBN 3-87956-307-1.
- mit Freundeskreis Paul Wulf: Lebensunwert? Paul Wulf und Paul Brune. NS-Psychiatrie, Zwangssterilisierung und Widerstand. Verlag Graswurzelrevolution, Nettersheim 2007, ISBN 978-3-939045-05-2.
- Anarchismus Hoch 2. Soziale Bewegung, Utopie, Realität, Zukunft. Karin Kramer, Berlin 2014, ISBN 978-3-87956-375-3.
- Anarchismus Hoch 3. Utopie, Theorie, Praxis. Unrast-Verlag, Münster 2016, ISBN 978-3-89771-219-5.
- mit Freundeskreis Paul Wulf: Ich lehre euch Gedächtnis. Paul Wulf: NS-Opfer – Antifaschist – Aufklärer. Unrast-Verlag, Münster 2021, ISBN 978-3-89771-087-0 (Vorwort Konstantin Wecker).

### Buchbeiträge (Auswahl)
- Tripper, Bandwurm, Anarchie. Erich Mühsams Tagebücher bieten Einblick ins Seelenleben, in die Ideenwelt, in Irrungen und Wirrungen eines sympathischen Anarchisten. In: Jedoch der Mut ist mein Genosse. Texte über Kampf und Revolution von Erich Mühsam, Zusammengestellt von Peter Bürger, edition pace, Band 35, Hamburg 2025, ISBN 978-3-8192-4868-9, S. 229-235
- Postanarchismus? Was’n das? „Es gibt kein richtiges Leben im falschen“, aber es gibt ein Leben für die Anarchie. Geleitwort. In: Oskar Lubin: Postanarchismus. Glossen mit Fußnoten, edition assemblage, Münster 2024, ISBN 978-3-96042-112-2, S. 10–16.
- „Das A im strahlenden Kreis“. Von linkeck zu Bakunin – 35 Jahre Karin Kramer Verlag. Ein Interview mit Karin und Bernd Kramer. In: Bernd Kramer. Gläubige ohne Gott, Helden ohne Pathos. Gesammelte Schriften / Band 1. Herausgegeben von Jochen Knoblauch, Quiqueg, Berlin 2024, ISBN 978-3-945874-17-2, S. 340–351.
- Anarchismus als gelebte Utopie, Anarchie als Ziel. In: Thomas Stölner, Uwe H. Bittlingmayer, Gözde Okcu (Hrsg.): Anarchistische Gesellschaftsentwürfe. Zwischen partizipatorischer Wirtschaft, herrschftsfreier Vergesellschaftung und kollektiver Entscheidungsfindung. Unrast, Münster 2023, ISBN 978-3-89771-369-7, S. 257–274.
- Drachenhaus, F24 und Co. – Kleine Chronologie der Hausbesetzungen in Münster 1972 bis 2022. In: Frauenstraße 24. Geschichte einer erfolgreichen Besetzung. Unrast, Münster 2023, ISBN 978-3-89771-359-8. S. 320–328.
- „Ein Außenseiter, wie alle Anarchisten“. Rede von Bernd Drücke für Wolfgang Zucht, gehalten auf der Trauerfeier in Kassel am 2. Oktober 2015. In: Wolfram Beyer (Hrsg.): Internationale der Kriegsgegner/innen 1947–2017. Beiträge zur Geschichte. Pazifismus, Antimilitarismus, Gewaltfreiheit, Widerstand gegen den Krieg. AV, Lich 2017, ISBN 978-3-86841-187-4.
- Vorwort zu Thomas Nufer: heim.weh. Ulrike Meinhofs letztes Interview. Ein Theaterstück. Unrast, Münster 2017, ISBN 978-3-89771-651-3, S. 7–14.
- Der diskrete Charme von Hausstaubmilben und Anarchie. Geschichte, Blüte und Scheitern des Münsteraner Umweltzentrum-Archivs. In: Jürgen Bacia, Cornelia Wenzel: Bewegung bewahren. Freie Archive und die Geschichte von unten. Verlag der Jugendkulturen, Berlin 2013, ISBN 978-3-943774-18-4, S. 205–212.
- Anarchist and Libertarian Media, 1945–2010 (Federal Germany). In: John Downing (Hrsg.): Encyclopedia of Social Movement Media. SAGE Publications, Los Angeles/London/New Delhi/Singapore/Washington D.C. 2011, ISBN 978-0-7619-2688-7.
- Anarchist and Libertarian Press, 1945–1990 (Eastern Germany). In: John Downing (Hrsg.): Encyclopedia of Social Movement Media. SAGE Publications, Los Angeles/London/New Delhi/Singapore/Washington D.C. 2011, ISBN 978-0-7619-2688-7.
- Der Deutsche Herbst, der Mescalero und die Freiheit der Wissenschaft. In: Ulla Bracht (Hrsg.): Leben, Texte, Kontexte. Festschrift zum 66. Geburtstag von Dieter Keiner. Lang, Frankfurt am Main 2006, ISBN 3-631-55404-4, S. 358–374.
- 300 Ausgaben gelebte Utopie. In: Bernd Hüttner (Hrsg.): Verzeichnis der Alternativmedien 2006/2007. Zeitungen und Zeitschriften. AG SPAK Bücher, Neu-Ulm 2006, ISBN 3-930830-77-9.
- Anarchy in the Internet? The Libertarian Press Online. In: Maria Eichhorn: 1. Mai, Film, Medien, Stadt. May Day Film Media City. Portikus, Frankfurt am Main 2003, ISBN 3-928071-45-9 (deutsch, englisch).
- Was ist Macht? Was ist Herrschaft? Was ist Anarchie? Was ist libertär? Ein soziologischer Klärungsversuch. In: Christine Idems, Matthias Schoormann (Hrsg.): Soziologie im Minenfeld. Zum 65. Geburtstag von Christian Sigrist. Lit, Münster 2000, ISBN 3-8258-4676-8.
- Der „Siegfrieden“ der NATO. In: Christine Idems, Matthias Schoormann (Hrsg.): Soziologie im Minenfeld. Zum 65. Geburtstag von Christian Sigrist. (= Kulturelle Identität und politische Selbstbestimmung in der Weltgesellschaft. Band 6) LIT, Münster 2000, ISBN 3-8258-4676-8.
- Histoire du journal Graswurzelrevolution. In: Réfractions. Lyon 2000.